# Dénestanville
Dénestanville település Franciaországban, Seine-Maritime megyében. Lakosainak száma 283 fő (2022. január 1.). Dénestanville La Chaussée, Criquetot-sur-Longueville, Crosville-sur-Scie, Lintot-les-Bois és Longueville-sur-Scie községekkel határos.

## Népesség
A település népességének változása:
| Lakosok száma | 249  | 257  | 262  | 266  | 267  | 265  | 271  | 277  | 283  |
|               | 2013 | 2015 | 2016 | 2017 | 2018 | 2019 | 2020 | 2021 | 2022 |